# Франсуа Берньє
Франсуа Берньє (фр. François Bernier; 25 вересня 1620 року, Жуе-Етьйо — 22 вересня 1688 року, Париж) — французький лікар, філософ, мандрівник та письменник.

## Біографія
Народився 25 вересня 1620 року, рано втратив батьків і виховувався у дядька. У 15 років поїхав до Парижа на навчання у Ліцеї Людовіка Великого, де потоваришував з майбутнім поетом Клодом-Емануелем Люльє. Через Люльє познайомився з Сірано де Бержераком і Мольєром. Відвідував лекції з астрономії П'єра Гассенді в Колеж де Франс, де згодом сам викладав філософію. У 1647–1650 роках відвідав Німеччину, Польщу та Італію.
Коли вчитель Берньє П'єр Гассенді захворів і залишив кафедру в Парижі, він супроводив його до Південної Франції. Берньє доглядав за Гассенді, що оселвся неподалік Тулона, й був його секретарем, водночас одержав докторський ступінь з медицини в університеті Монпельє. Після смерті Гассенді Берньє вирушив у подорож, під час якої відвідав Палестину, Єгипет, Аравійський півострів, Ефіопію та Сурат в Індії, де прожив наступні десять років свого життя. Тут він став особистим лікарем падишаха Держави великих моголів Аурангзеба (1618–1707). Повернувшись на батьківщину до Франції, опублікував нотатки про свої подорожі під заголовком Histoire de la dernière révolution des états du Grand Mogol (1670–1671 роки).

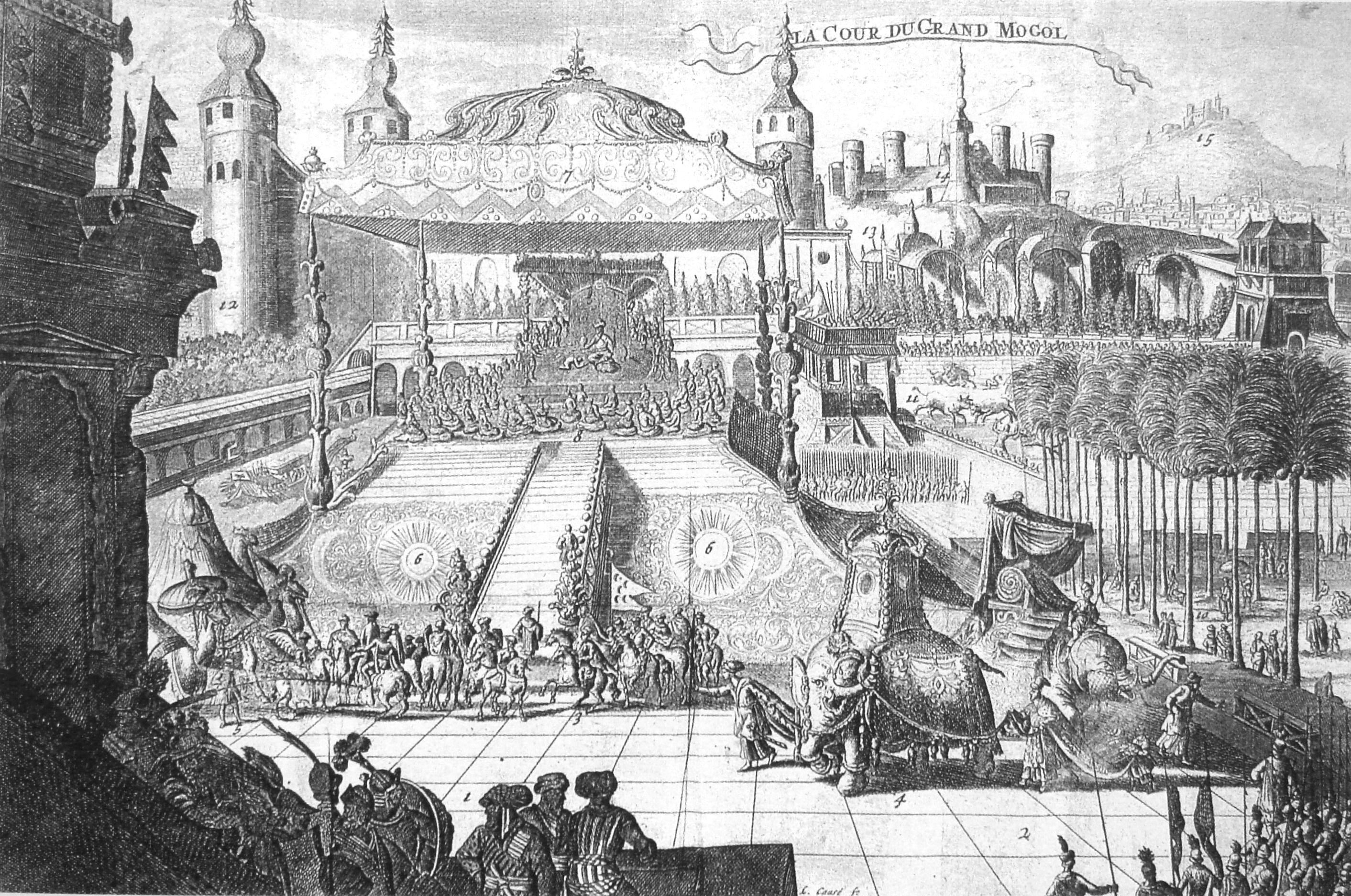
Гравюра з книги «Подорожі Франсуа де Берньє». Художник Поль Маре, 1710

1674 року вийшла друком перша частина його праці «Основи філософії Гассенді» (Abrégé de la philosophie de Gassendi) з викладом філософської концепції його вчителя У Парижі Берньє охоче запрошували до літературних салонів Маргеріт де ла Сабатьє та Нінон де Ленкло. 1685 року берньє відвідав Шарля де Сен-Евремона в Лондоні та П'єра Бейля в Роттердамі.
У листі до Французької академії наук, зачитаному 12 квітня 1684 року, Берньє запропонував поділ Землі не лише за географічними регіонами, але й за людськими расами. Цей лист згодом був опублікований під заголовком «Новий поділ Землі за різними людськими видами або расами, що її населяють» (Nouvelle division de la terre par les différentes espèces ou races d'hommes qui l'habitent). У цьому тексті вперше було вжито слово раса у сенсі таксономічного поділу людства як синонім до терміну вид. Одначе Берньє був проти того, щоб поспішно зараховувати людей до тої чи тої раси лише за кольором їхньої шкіри, так населення Північної Африки, Передньої Азії та Індії він відносив до того самого виду, що і європейці.

## Праці
- Anatomia ridiculi Muris, hoc est dissertatiunculæ J.-B. Morini astrologi adversus expositam a P. Gassendo philosophiam. Itemque obiter prophetiæ falsæ a Morino ter evulgatæ de morte ejusdem Gassendi; per Franciscum Bernerium Andegavum, Париж, Michel Soly, 1651;
- Favilla ridiculi Muris, hoc est dissertatiunculæ ridicule defensæ a Joan. Bapt. Morino astrologo aduersus expositam a Petro Gassendo Epicuri philosophiam; per Franciscum Bernerium Andegavum, doctorem medicum Monspeliensem, Париж, Edm. Martin, 1653;
- Mémoires du sieur Bernier sur l'empire du grand Mogol, Париж, Claude Barbin, 1670–1671, 4 т.;
- Voyage dans les États du Grand Mogol, Париж, Claude Barbin, 1671; перевидання — Париж, Fayard, 1981 ISBN 9782213009544
- Abrégé de la philosophie de M. Gassendi, Ліон, 1678, у 8 т.;
- Doutes de M. Bernier sur quelques-uns des principaux chapitres de son Abrégé de Gassendi, Париж, 1682;
- Traité du libre et du volontaire, Амстердам, 1685;
- Introduction à la lecture de Confucius;
- Description du canal de jonction des deux mers;
- Combat des vents;
- Maximes touchant le mouvement;
- Des Réfractions;
- Épitaphe de Chapelle;
- Observations médicales communiquées par un professeur de Montpellier;
- " Description du canal du Languedoc ", лютий 1688;
- Mémoire sur le Quiétisme des Indes, dans l'Histoire des ouvrages des Savants de Basnage, вересень 1688.